# Ufa
Ufa (rusky Уфа, adjektivum: уфимский (ufimskij); baškirsky Өфө) je město v Ruské federaci, správní středisko autonomní republiky Baškortostán a jedno z nejdůležitějších center chemického průmyslu v Rusku. Nachází se při ústí řeky Ufy (Karaidel) do řeky Bělé (Agidel), 1520 km východně od Moskvy, nedaleko pohoří Ural (Ufa je tedy jedním z nejvýchodnějších měst Evropy). Žije zde přibližně 1,14 milionu obyvatel (v roce 2021).

## Historie
Nejdříve na tomto místě byla v roce 1574 založena pevnost oddílem ruských střelců. Status města získala Ufa v roce 1586. V 17. století už byla Ufa důležitým obchodním centrem na cestě z evropského Ruska na Sibiř. Od roku 1708 náleželo město ke Kazaňské gubernii, v letech 1728–44 bylo centrem samostatné provincie. V roce 1744 se Ufa stala součástí Orenburské gubernie. V letech 1773–1774 přečkala čtyřměsíční obsazení vojsky Jemeljana Pugačova. V roce 1789 zde byla zřízena Muslimská duchovní správa pro celé Rusko v čele s muftím. V roce 1865 se Ufa stala centrem Ufské gubernie.
S výstavbou Samarsko-zlatoustské železnice (1888) a zavedením paroplavby na řece Bělé (splavné od května do října) došlo k rychlému rozvoji průmyslu; ke konci století tu bylo již na 30 průmyslových podniků různé velikosti. Mezi lety 1918 a 1919 během ruské občanské války bylo město ovládáno na čas bělogvardějci. Stalo se jedním z opěrných bodů Československých legií. Od roku 1922 je Ufa hlavním městem Baškortostánu – autonomní republiky Baškirů. V meziválečném období a po Velké vlastenecké válce Ufa zažila prudký rozvoj zejména chemického průmyslu.
Dne 3. března 2025 v rámci rusko-ukrajinské války zasáhly ukrajinské armádní drony skladovací zařízení ropných produktů a způsobily rozsáhlý požár v místní rafinérie.

## Hospodářství a doprava
Místní průmyslové závody vyrábějí strojírenská zařízení pro těžbu, podnik UMPO – součást NPO Saturn – výroba plynových turbín, dále se zde vyrábějí plasty, rafinuje se ropa a zpracovávají se potraviny.
Ve městě se nachází stanice Transsibiřské magistrály. Z letiště v Ufě odlétají spoje do 27 měst Ruska a Společenství nezávislých států. Stavba ufského metra je opakovaně odkládána, páteř MHD tedy tvoří tramvaje, autobusy a trolejbusy.
V noci ze 3. na 4. června 1989 se poblíž Ufy stalo nejhorší železniční neštěstí v dějinách Ruska i SSSR: obrovská exploze zemního plynu, který unikl z plynovodu poblíž železnice, smetla dva osobní vlaky a připravila o život 575 lidí.

## Obyvatelstvo
Zhruba polovinu z milionu obyvatel Ufy tvoří Rusové 530 000 (rok 2002), zbytek zejména Tataři (294 400) a Baškirové (155 000), jejichž podíl díky migraci a vyšší porodnosti poměrně rychle stoupá na úkor Rusů. Mezi významnější menšiny patří také Čuvaši, Ukrajinci a Mordvinci.

## Kultura
Ufa je sídlem Ufského vědeckého centra Ruské akademie věd a Akademie věd republiky Baškortostán. Na vysokých a středních školách Ufy studuje přes 68 000 studentů. Město má 8 divadel, 27 muzeí, filharmonii a stálý cirkus.
Město je rodištěm spisovatele Sergeje Aksakova a malíře Michajla Něsterova.
Je považováno za hlavní město ruského rapu.[zdroj?]

## Sport
- FK Ufa – fotbalový klub založený 23. prosince 2010[6]
- Salavat Yulaev – hokejový klub hrající v KHL

## Partnerská města
- Ankara, Turecko (1997)
- Halle, Německo (1997)
- Las Pinas, Filipíny
- Šen-jang, Čína (2011)
- Che-fej, Čína (2016)
- Cicikar, Čína (2016)
- Nan-čchang, Čína (2016)
- Astana, Kazachstán (2017)
- Biškek, Kyrgyzstán (2017)
- Minsk, Bělorusko (2017)
- Doněck, Ukrajina (2012)

## Osobnosti
- Sergej Timofejevič Aksakov (1791–1859), ruský spisovatel
- Sergej Dovlatov (1941–1990), ruský spisovatel a novinář
- Elvira Nabiullinová (* 1963), ruská ekonomka a politička
- Igor Kravčuk (* 1966), ruský a sovětský obránce v ledním hokeji
- Andrej Čerkasov (* 1970), bývalý ruský profesionální tenista, bronzový medailista z LOH 1992
- Děnis Afinogenov (* 1974), ruský profesionální hokejista
- Zemfira (* 1976), ruská zpěvačka, muzikantka, básnířka a skladatelka
- Sophie Milman (* 1984), ruská jazzová zpěvačka žijící v Kanadě
- Anton Babikov (* 1991), ruský biatlonista a mistr světa ze štafety mužů na Mistrovství světa v biatlonu 2017
- Daniil Kvjat (* 1994), vůbec nejúspěšnější ruský jezdec Formule 1 a jeden z nejlepších jezdců týmu Scuderia Toro Rosso
- Morgenštern (* 1998), ruský rapper

## Galerie

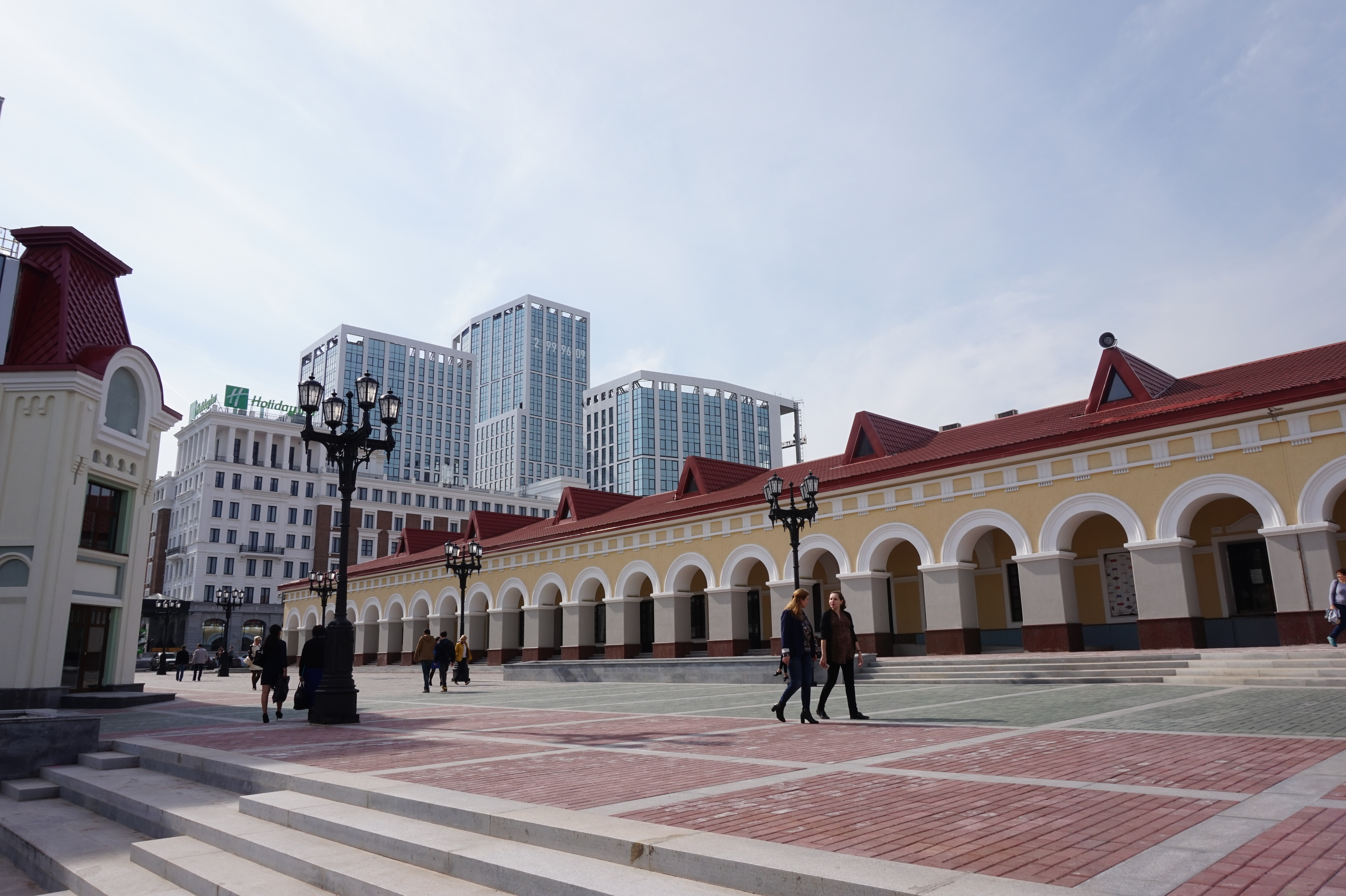
Obchodní pasáž „Gostinnyj dvor“ z roku 1825, hotel „Holiday inn“ a nové apartmány
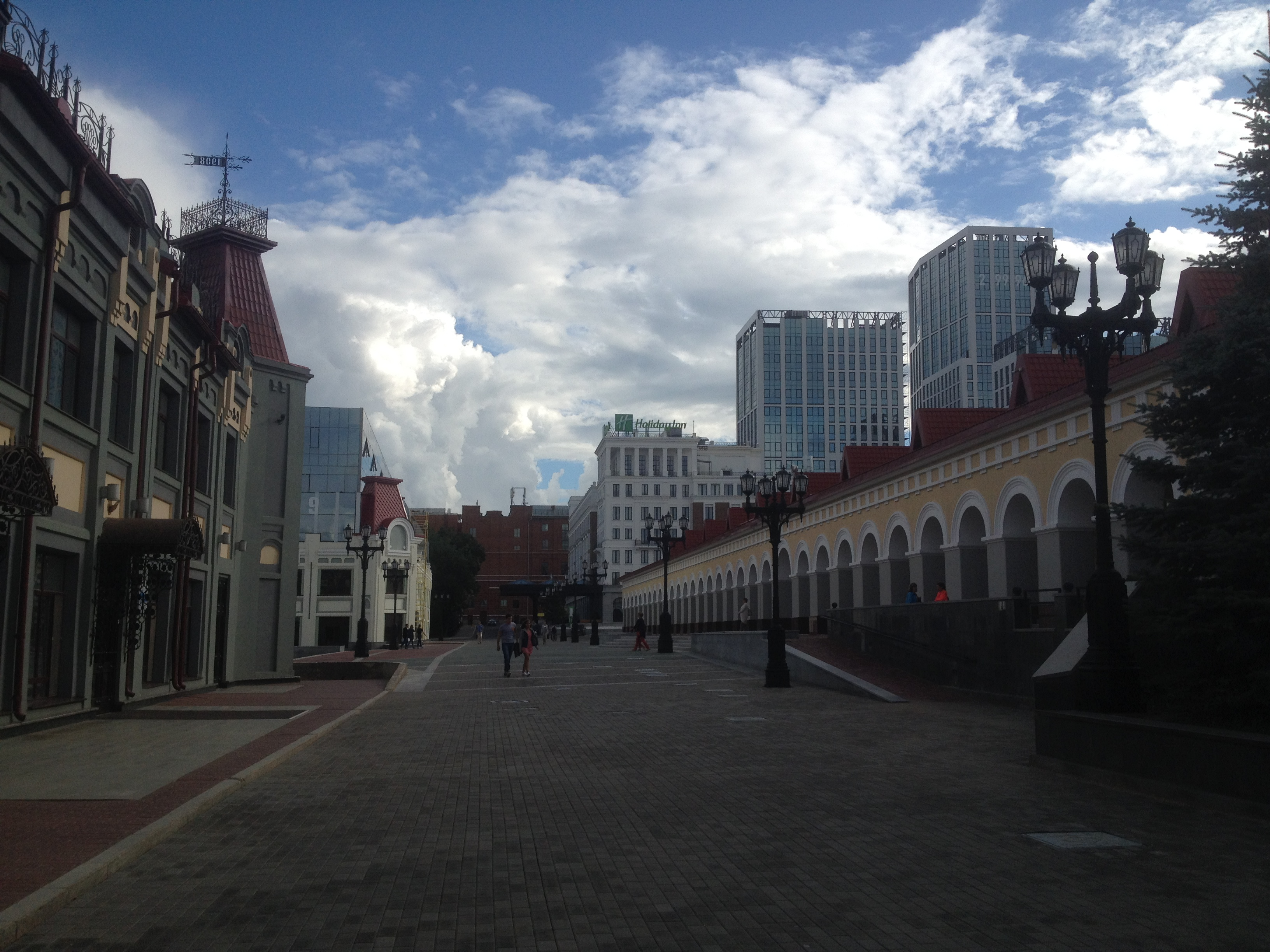
Centrum města
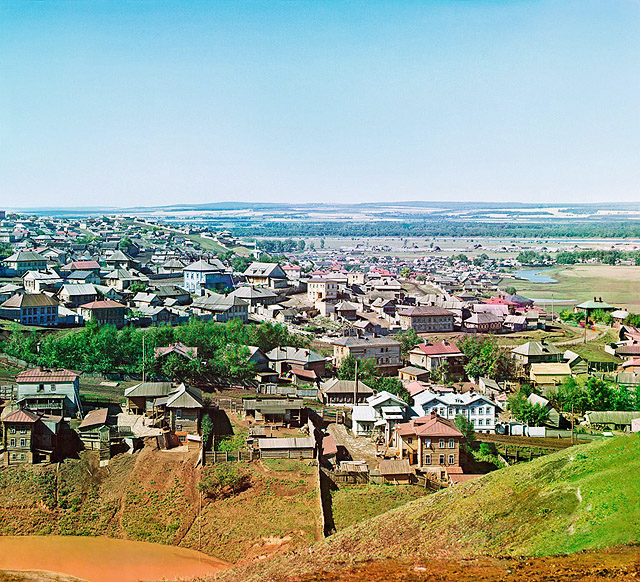
Ufa na začátku 20. století (foto: Sergej Prokudin-Gorskij)
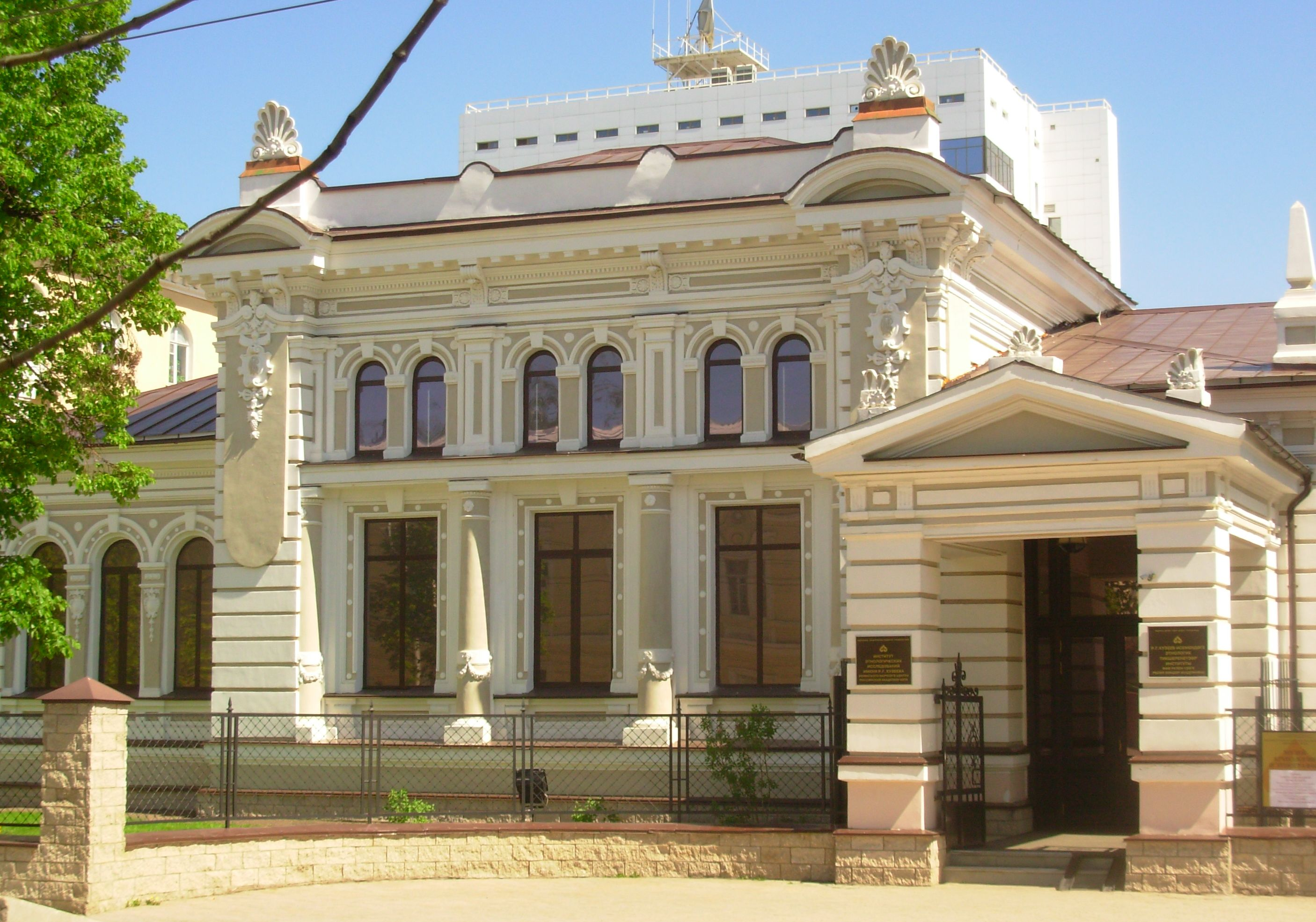
Etnografické a archeologické muzeum
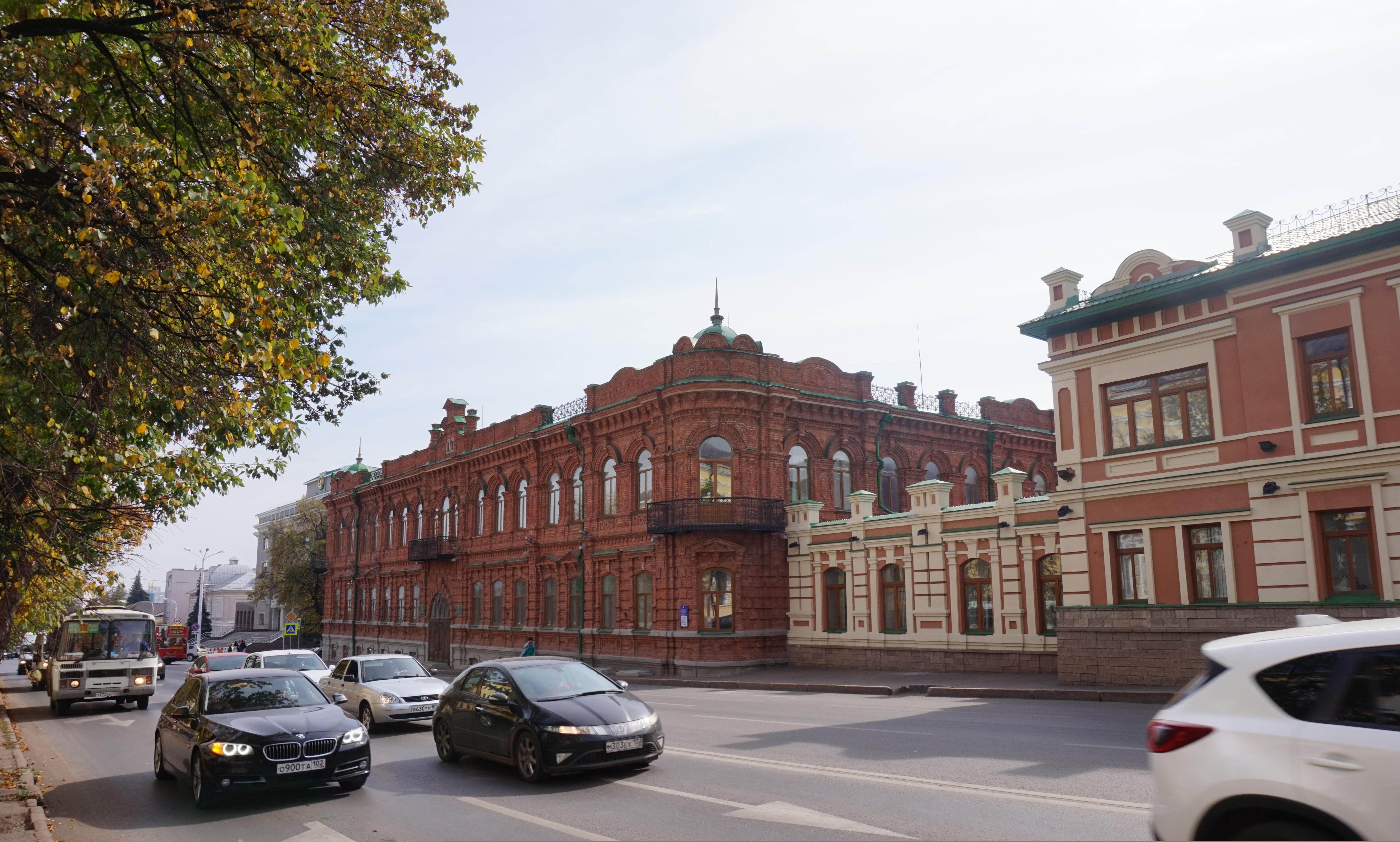
Puškinova ulice v historickém jádru města (v této části zastavěná budovami převážně z 19. století)
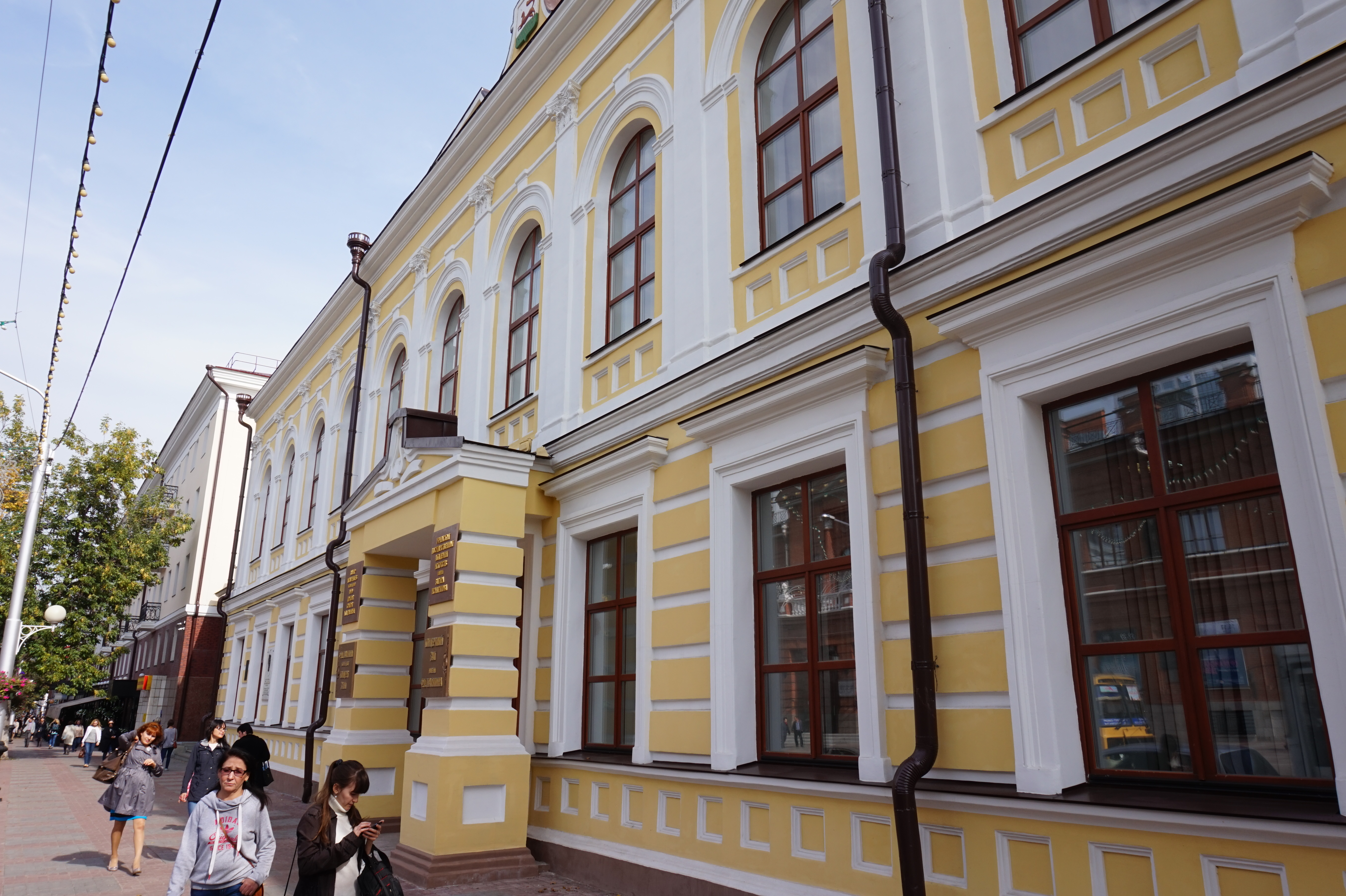
Historická budova z poloviny 19. století na Leninově ulici v historickém jádru města
Secesní budova z roku 1907, nacházející se v centru města